# Podwozie (motoryzacja)

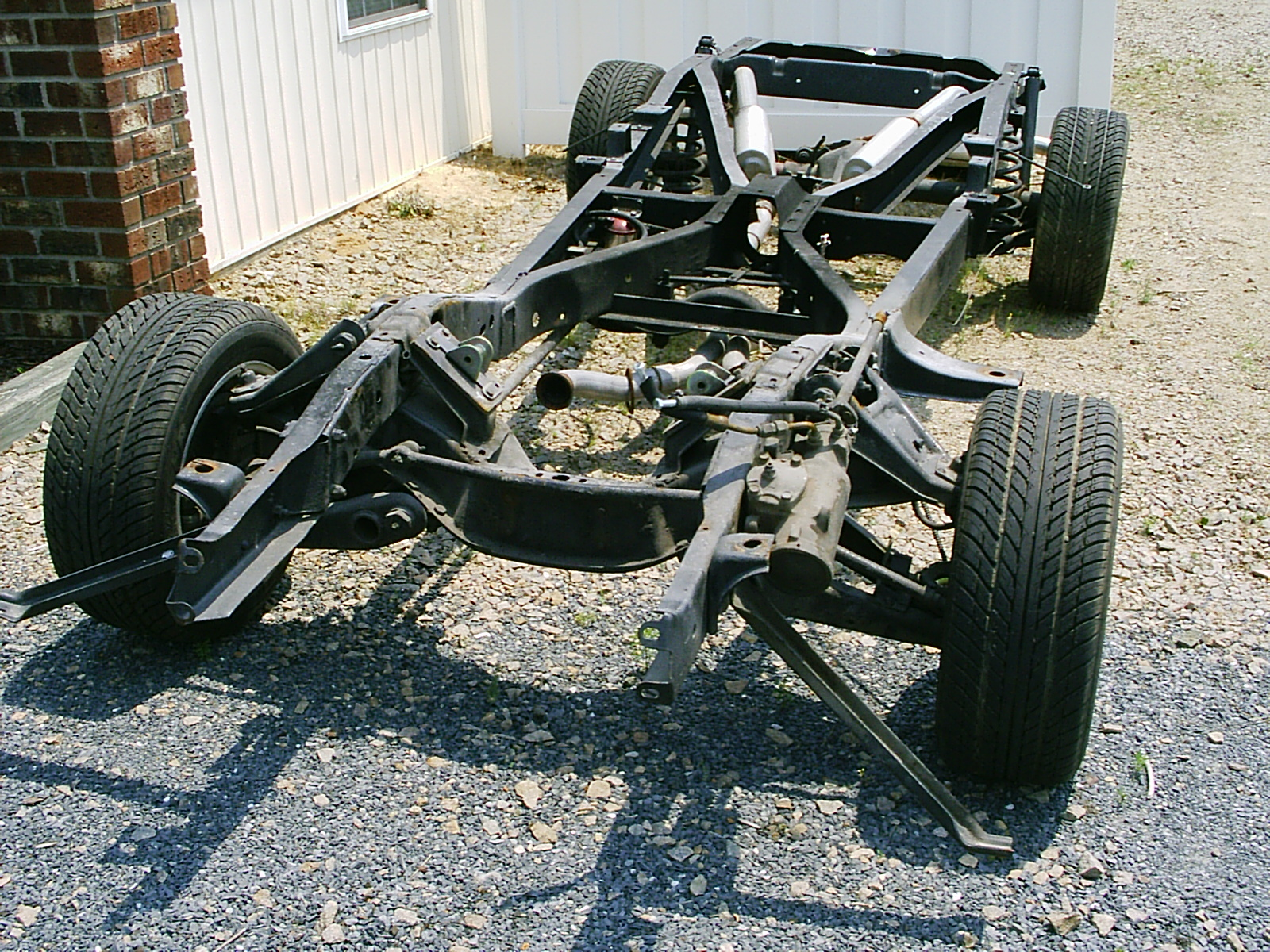
Podwozie

Podwozie – zespół elementów pojazdu, które odpowiadają za przeniesienie napędu z silnika na koła oraz za zachowanie się pojazdu na drodze.

W skład podwozia wchodzi: 
- układ hamulcowy
- układ kierowniczy
- układ napędowy
- zawieszenie pojazdu.

Podwozie obok nadwozia (i silnika) jest częścią składową pojazdu (samobieżnego).